# Distant Light
Distant Light är ett studioalbum med den brittiska musikgruppen The Hollies. Albumet lanserades i Storbritannien av skivbolaget Parlophone 8 oktober 1971. Epic Records släppte albumet i USA april 1972. Distant Light klättrade till #21 på Billboard 200 och åstadkom två singlar "Long Cool Woman (in a Black Dress)" (#2 på Billboard 100) skriven av bland annat Allan Clarke och "Long Dark Road" (#26 på Billboard 100) skriven av Tony Hicks.

## Låtlista
Alla låtar skrivna av Tony Hicks och Kenny Lynch om inget annat anges.

### Sida 1
1. "What A Life I've Led"  – 3:58
2. "Look What We've Got"  – 4:07
3. "Hold On" (Allan Clarke) – 4:07
4. "Pull Down The Blind" (Terry Sylvester) – 3:30
5. "To Do With Love" – 3:29

### Sida 2
1. "Promised Land" – 4:20
2. "Long Cool Woman (in a Black Dress)" (Allan Clarke, Roger Cook, Roger Greenaway) – 3:19
3. "You Know The Score" (Terry Sylvester, Allan Clarke) – 5:37
4. "Cable Car" (Terry Sylvester) – 4:25
5. "A Little Thing Like Love" (Allan Clarke, Tony Macaulay) – 3:19
6. "Long Dark Road" – 4:16

## Medverkande
- Allan Clarke – sång, gitarr
- Tony Hicks – gitarr, sång
- Terry Sylvester – gitarr, sång
- Bernie Calvert – basgitarr
- Bobby Elliott – trummor